# جوناس توبول
جوناس توبول (انگلیسی: Jonas Toboll؛ زادهٔ ۱۰ ژوئن ۱۹۸۷) بازیکن فوتبال اهل آلمان است.